# 弗朗齐歇克·克里格尔
弗朗齐歇克·克里格尔（捷克語：František Kriegel，1908年4月10日—1979年12月3日），是一名医生，捷克斯洛伐克共产党领导人之一，亚历山大·杜布切克的改革伙伴。。

## 获奖
- 共和国勋章（1968年4月3日）[2]
- 劳动勋章（1960年4月30日）[3]
- 托马斯·加里格·马萨里克勋章（2015年10月28日，追授）[4]